# Остраудерфен
Остраудерфен (нем. Ostrhauderfehn) — община в Германии, в земле Нижняя Саксония.
Входит в состав района Лер. Население составляет 10 658 человек (на 31 декабря 2010 года). Занимает площадь 51,00 км².
| Год  | Население |
| ---- | --------- |
| 1990 | 8 241     |
| 1995 | 9 396     |
| 2000 | 10 320    |
| 2005 | 10 724    |
| 2010 | 10 635    |